# Processo eletrólitico Betts
O processo electrolítico Betts é um processo industrial para a purificação de chumbo a partir de lingotes. O chumbo obtido a partir de seus minério é bastante impuro porque o chumbo é um bom dissolvente para muitos metais. Com frequência, estas impurezas são toleradas, mas o processo electrolítico Betts utiliza-se quando se requer chumbo de alta pureza, especialmente livre de bismuto.

## Descrição do processo
O electrolito para este processo é uma mistura de fluorosilicato de chumbo (PbSiF6) e ácido hexafluorosilícico (H2SiF6) que opera a 45 °C . Os cátodos são folhas delgadas de chumbo puro e os ánodos são emitidos desde o chumbo impuro a purificar. Aplica-se um potencial de 0,5 volts. No ânodo, o chumbo dissolve-se na dissolução, ao igual que as impurezas de metais que são menos nobres que o chumbo. As impurezas que são mais nobres que o chumbo, tais como prata, ouro e bismuto, formam copos desde o ânodo à medida que se dissolve e se depositam no fundo da vasilha como "lodo anôdico." O chumbo deposita-se nas placas de chumbo metálico no cátodo, os metais menos nobres permanecem na solução. Devido ao alto custo da electrólise, este processo utiliza-se só quando se precisa chumbo de alta pureza. Caso contrário preferem-se os métodos pirometalurgicos, tais como o processo Parkes seguido pelo processo Betterton-Kroll.